# Nfifa
Nfifa est une ville et une commune rurale de la province de Chichaoua dans la région de Marrakech-Tensift-Al Haouz au Maroc. Au moment du recensement de 2004, la commune comptait 5 455 habitants vivant dans 1 056 ménages. 